# Scutierul și Cenușăreasa
Scutierul și Cenușăreasa (titlul original: în italiană Cenerentola) este un film muzical de comedie italian, realizat în 1949 de regizorul Fernando Cerchio, după opera omonimă a compozitorului Rossini, protagoniști fiind actorii Lori Randi, Afro Poli, Gino Del Signore și Franca Tamantini. 

## Distribuție
- Lori Randi – Angelina / Cenușăreasa (it: Cenerentola)
- Afro Poli – Dandini, valetul lui don Ramiro (bariton)
- Gino Del Signore – don Ramiro, prințul de Salerno (tenor)
- Franca Tamantini – Tisbe, sora vitregă a Cenușăresei
- Carmen Forti – Clorinda, sora vitregă a Cenușăresei
- Enrico Formichi – Alidoro, magician, filozof
- Vito De Taranto – don Magnifico, baron de Montefiascone, tatăl vitreg al Cenușăresei (bas)
- Ugo Marchi –
- Giuliana Rivera –
- Tina Zucchi –

voci dublate
- Fedora Barbieri – Cenușăreasa (soprană)
- Fernanda Cadoni Azzolini – Tisbe (mezzo-soprană)

## Culise

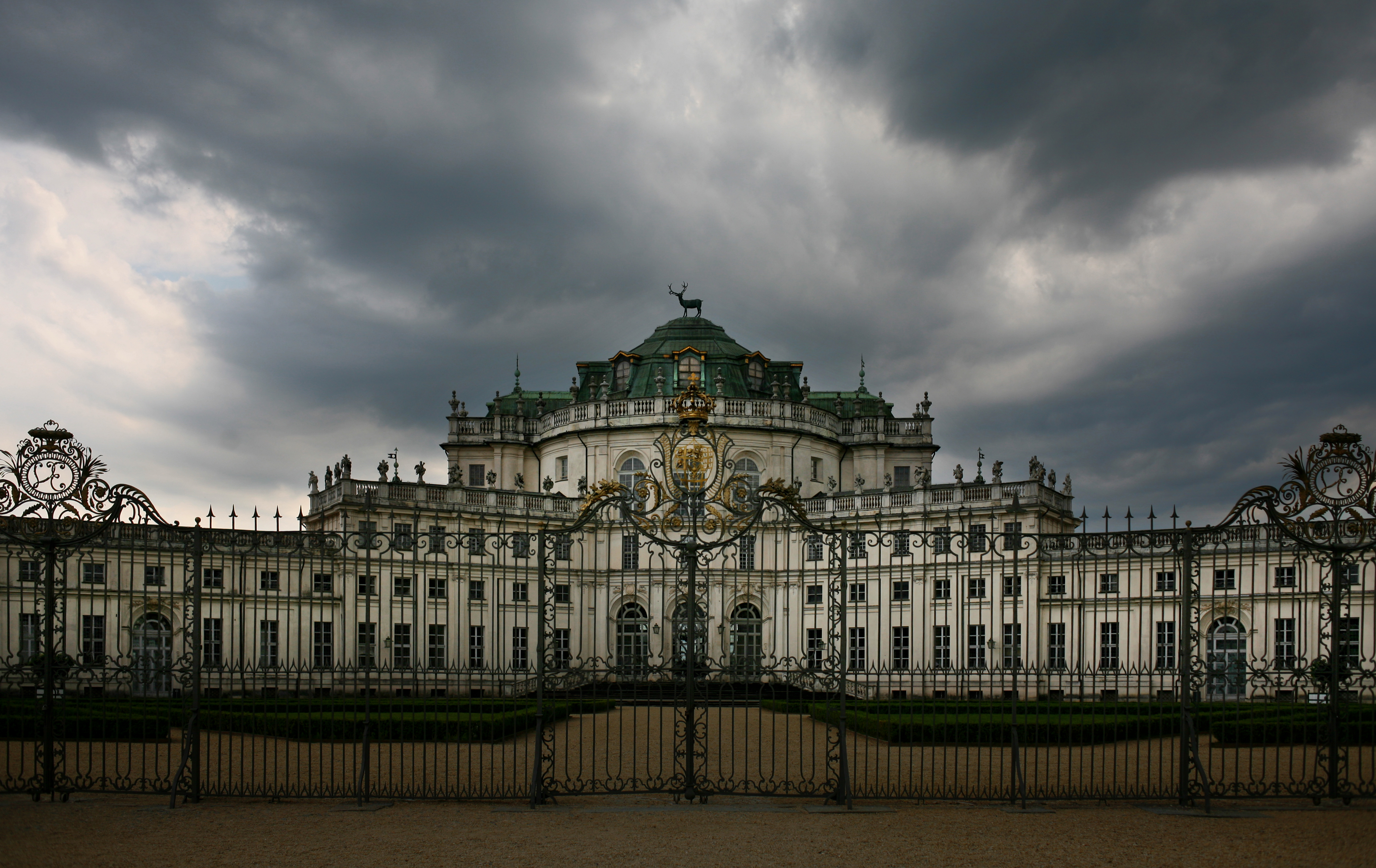
Palazzina di caccia din Stupinigi, Torino, Piemont

- Interioarele filmului a fost turnate în Palatul Regal din Torino iar exterioarele în castelele Stupinigi, Tolcinasco și în Palatul Regal din Monza.